# Leonardo Scanferla
Leonardo Scanferla (Pádua, 4 de dezembro de 1998) é um jogador de voleibol italiano que atua na posição de líbero.

## Carreira

### Clube
A carreira desportiva de Scanferla começou na equipe juvenil do Pallavolo Padova. Na temporada 2017–18 foi promovido ao time principal após a lesão do líbero Niccolò Bassanello. Fez sua estreia na primeira divisão italiana em 30 de dezembro de 2017, contra o Sir Safety Perugia.
Na temporada 2018–19 foi emprestado ao Atlantide Brescia, na Série A2, enquanto na temporada seguinte foi contratado pela Gas Sales Bluenergy Piacenza.

### Seleção
Em 2021 recebeu a primeira convocação para a seleção adulta italiana, com a qual conquistou a medalha de ouro no Campeonato Mundial de 2022 após vitória sobre a seleção polonesa.

## Títulos
Gas Sales Piacenza
- Copa Itália: 2022–23

## Clubes
| Anos      | Clube                        |
| --------- | ---------------------------- |
| 2017–2018 | Pallavolo Padova             |
| 2018–2019 | Atlantide Brescia            |
| 2019–     | Gas Sales Bluenergy Piacenza |